# Super Cub
Super Cub (jap. スーパーカブ Sūpā Kabu) – japońska powieść autorstwa Tone Kōkena, publikowana na łamach internetowego serwisu Kakuyomu od 1 marca 2016 do 2 grudnia 2021. Następnie otrzymała adaptację w formie light novel, do której rysunki opracował hiro, zaś była wydawana od 1 maja 2017 do 1 kwietnia 2022 nakładem wydawnictwa Kadokawa Shoten pod imprintem Kadokawa Sneaker Bunko.
Na podstawie powieści powstaje również manga, za której ilustracje odpowiada Kanitan, która publikowana jest w internetowym serwisie Comic Newtype od 29 grudnia 2017, a także 12-odcinkowy telewizyjny serial anime wyprodukowany przez Studio Kai, który był emitowany wiosną 2021 roku.

## Przegląd serii
Akcja serii rozgrywa się we wsi Mukawa w Hokuto w prefekturze Yamanashi. Historia opowiada o Kogumie, samotnej dziewczynie, która nie ma rodziców, przyjaciół ani hobby, a jej codzienne życie jest puste. Po spotkaniu z Hondą Super Cub zaczyna się rozwijać, a jej świat wykracza poza siebie. Nowatorskie plakaty promocyjne i oficjalna strona light novel promują upamiętnienie 100 milionów sprzedanych egzemplarzy Hondy Super Cub.

### Fabuła
Główną bohaterką jest Koguma, dziewczyna bez rodziców, przyjaciół ani hobby. Pewnego dnia jeżdżąc swoim „babcinym rowerem” do szkoły, Koguma postanawia kupić używaną Hondę Super Cub od lokalnego dealera. Z tego powodu później zaprzyjaźnia się z Reiko i Shii Eniwą.

## Publikacja serii
Pierwsze rozdziały powieści zostały opublikowane 1 marca 2016 za pośrednictwem internetowego serwisu Kakuyomu, zaś ostatni rozdział – 2 grudnia 2021. Ponad rok później, 1 marca 2017 nakładem wydawnictwa Kadokawa Shoten pod imprintem Kadokawa Sneaker Bunko został wydany pierwszy tom light novel. 1 listopada 2020 w sprzedaży ukazał się specjalny tom zatytułowany Super Cub reserve (jap. スーパーカブ reserve Sūpā Kabu reserve). 17 stycznia 2022 podano do wiadomości, że 1 marca w sprzedaży ukaże się ostatni, 8. tom powieści, lecz niedługo później premiera została przesunięta na 1 kwietnia.
Wszystkie rozdziały powieści dostępne są za pośrednictwem internetowego serwisu Kakuyomu należącego do Kadokawa Corporation.
| Nr      | Data wydania (język japoński) | ISBN (język japoński)  |
| ------- | ----------------------------- | ---------------------- |
| 1       | 1 maja 2017                   | ISBN 978-4-04-105663-9 |
| 2       | 1 października 2017           | ISBN 978-4-04-105960-9 |
| 3       | 1 maja 2018                   | ISBN 978-4-04-106466-5 |
| 4       | 1 grudnia 2018                | ISBN 978-4-04-107081-9 |
| 5       | 1 lipca 2019                  | ISBN 978-4-04-107082-6 |
| 6       | 1 grudnia 2019                | ISBN 978-4-04-108919-4 |
| reserve | 1 listopada 2020              | ISBN 978-4-04-110871-0 |
| 7       | 31 marca 2021                 | ISBN 978-4-04-110872-7 |
| 8       | 1 kwietnia 2022               | ISBN 978-4-04-112036-1 |

## Adaptacje

### Manga
W oparciu o light novel powstała adaptacja w formie mangi, za której ilustracje odpowiada Kanitan. Pierwszy rozdział został opublikowany 29 grudnia 2017 w internetowym serwisie Comic Newtype, natomiast pierwszy tankōbon został wydany 25 maja 2018. Do tej pory wydano 7 tomów (stan na 9 września 2022).
| Nr | Data wydania (język japoński) | ISBN (język japoński)  |
| -- | ----------------------------- | ---------------------- |
| 1  | 25 maja 2018                  | ISBN 978-4-04-106961-5 |
| 2  | 10 grudnia 2018               | ISBN 978-4-04-107852-5 |
| 3  | 10 sierpnia 2019              | ISBN 978-4-04-108468-7 |
| 4  | 10 marca 2020                 | ISBN 978-4-04-109032-9 |
| 5  | 10 lutego 2021                | ISBN 978-4-04-111087-4 |
| 6  | 25 września 2021              | ISBN 978-4-04-111558-9 |
| 7  | 9 września 2022               | ISBN 978-4-04-112929-6 |

#### Spin-off
26 kwietnia 2022 redakcja serwisu Comic Newtype podała do wiadomości, że 29 kwietnia ukaże się pierwszy rozdział spin-offu pod tytułem Super Cub Rei (jap. スーパーカブRei Sūpā Kabu Rei), który skupiać się będzie na Reiko.

### Anime
20 listopada 2019 na oficjalnej stronie imprintu Kadokawa Sneaker Bunko podano do wiadomości, że powieść otrzyma telewizyjny serial anime, za którego produkcję wykonawczą będzie odpowiadać Studio Kai. Reżyserem został Toshirō Fujii, scenarzystą – Toshizō Nemoto, natomiast projektantem postaci – Tōru Imanishi. 8 maja 2020 w serwisie YouTube opublikowany został zwiastun, a także ogłoszono, że głos Kogumy podkładać będzie Yuki Yomichi, Reiko – Ayaka Nanase, zaś Shii Eniwy – Natsumi Hioka.
15 stycznia 2021 ogłoszono, że premiera anime odbędzie się w kwietniu, natomiast 6 marca produkcja doprecyzowała, że emisja rozpocznie się 7 kwietnia na antenach AT-X, Tokyo MX, TV Aichi, KBS Kyoto oraz BS11, a kolejne odcinki będą emitowane premierowo na antenie AT-X w każdą środę o 23.00. Trzy tygodnie po premierze anime, 28 kwietnia zapowiedziano wydanie BOX na Blu-ray, którego premiera zaplanowana została na 25 sierpnia, a także podano do wiadomości, że anime składać się będzie łącznie z 12 odcinków. Ostatni, 12. odcinek został wyemitowany 23 czerwca.

#### Muzyka
W openingu wykorzystany został utwór „Mahō no kaze” (jap. まほうのかぜ) wykonywany przez Akane Kumadę, natomiast w endingu – utwór „Haru e no dengon” (jap. 春への伝言) śpiewany przez aktorki głosowe podkładające głos głównych bohaterek: Yuki Yomichi, Ayakę Nanase oraz Natsumi Hiokę.

#### Spis odcinków
| # | Tytuł                                                     | Reżyseria                                                        | Scenariusz     | Premiera         |
| --- | --------------------------------------------------------- | ---------------------------------------------------------------- | -------------- | ---------------- |
| 1 | Nainai no on'na no ko (ないないの女の子)                  | Yūjirō Abe                                                       | Toshizō Nemoto | 7 kwietnia 2021  |
| Koguma, dziewczyna mieszkająca samotnie w bloku niedaleko dworca kolejowego Hinoharu, jest zmęczona pedałowaniem na rowerze podczas codziennych dojazdów do szkoły (z powodu wzniesień). Pewnego dnia postanawia po drodze odwiedzić sklep motocyklowy, jednak patrząc na wysokie ceny używanych motocykli, chciała już odjechać. Właściciel sklepu, właśnie wychodząc, powiedział, że ma używany egzemplarz Hondy Super Cub, którego chciałby sprzedać za 10 000 jenów (ponieważ miał trzech poprzednich właścicieli, którzy na nim zginęli). Koguma nie tracąc czasu na zdobycie prawa jazdy, postanawia zakupić motocykl, a właściciel dorzucił dodatkowo nowy kask i rękawiczki jeździeckie. Koguma jest zadowolona ze swojego nabytku i pewnego wieczoru udaje się na przejażdżkę do sklepu spożywczego, tylko po to, by napotkać pierwszą przeszkodę: co zrobić, jeśli nie można odpalić motocykla. Po zapoznaniu się z instrukcją obsługi, dowiedziała się, że zabrakło paliwa i nauczyła się przełączać na zbiornik rezerwowy na tyle, aby zabrać Super Cub'a do najbliższej stacji benzynowej. |                                                           |                                                                  |                |                  |
| 2 | Reiko (礼子)                                              | Atsushi Usui                                                     | Toshizō Nemoto | 14 kwietnia 2021 |
| Koguma dowiaduje się więcej o Hondzie Super Cub, na przykład dzięki znalezieniu uchwytu na hełm. Później w szkole z dumą opowiedziała swojej klasie o tym, że przyjechała do szkoły motocyklem, co przyciągnęło jej chwilową uwagę. Na zajęciach z ekonomii szkolnej zrobiła też worek ściągany sznurkiem na swój kask i rękawiczki. Kiedy koledzy z klasy zapytali ją o wybór materiału na torebkę, zwróciła to uwagę Reiko, która siedzi kilka miejsc dalej od niej i chodzi do tej samej klasy co Koguma. Później zgodziła się jednak pokazać Reiko swojego Super Cub'a, ale jej niezręczność wyciągnęła z niej wszystko co najlepsze, zdecydowała uciec tylko po to, by dowiedzieć się, że zapomniała torby ze sznurkiem, którą własnoręcznie zrobiła. Próbuje po niego wrócić, ale Reiko już to dla niej dostała. Dziewczyna zachwycała się swoim Super Cubem, a nawet swoim sprzętem do jazdy. Dowiaduje się, że do szkoły jeździ też Cubem – konkretniej Hondą MD90 Postal Cub z modyfikacjami. Nadal było między nimi niezręcznie, chociaż dziewczyna zaczęła jeść z nią lunch, w pobliżu swoich motocykli. Tam Reiko opowiedziała Kogumie o możliwościach, jakie może dać jej Cub, na przykład o wolności podróżowania w dowolne miejsce. Koguma zastanowiła się nad tym i zaczęła chodzić do supermarketu, który znajduje się za stacją benzynową. Następnie nie może się doczekać kolejnej wycieczki ze swoim Cubem. |                                                           |                                                                  |                |                  |
| 3 | Moratta mono (もらったもの)                               | Kazuya Aiura                                                     | Toshizō Nemoto | 21 kwietnia 2021 |
| Dzięki kontaktom z Reiko, Koguma jest w stanie zdobyć kufer motocyklowy do swojego Super Cub'a. Ponadto jeden z nauczycieli jej liceum podarował jej przedni kosz, ponieważ już go nie potrzebuje. Później Koguma dowiaduje się, że wiatr rani jej twarz podczas jazdy z prędkością około 35–40 km/h, więc prosi Reiko o pomoc. Daszki do hełmu, które znalazły w Internecie, były nieco drogie. W tym momencie Koguma zauważa okulary ochronne noszone przez jednego z pracowników budowlanych zajmujących się remontem biblioteki i zapytała go o okulary. Później odwiedziła lokalny sklep z narzędziami, o którym wspominał jej pracownik budowlany i kupiła okulary, a także blokadę na łańcuch, którego również potrzebuje. Uczucie jej noszenia było tak dobre, że nawet śniła o tym w nocy. Następnego ranka Reiko zauważyła uśmiech na twarzy Kogumy, mówiąc, że to jest pierwsze uczucie noszenia hełmu z daszkiem. Później tego samego dnia Reiko podała Kogumie swój numer telefonu. |                                                           |                                                                  |                |                  |
| 4 | Arbeit Arubaito (アルバイト)                              | Fumiaki Kataoka                                                  | Toshizō Nemoto | 28 kwietnia 2021 |
| Koguma dostaje swoją pierwszą pracę jako kurier w swoim liceum. W tym czasie nauczyła się, jak i kiedy wymieniać olej w swoim Super Cubie. Zmoczona przez nagły deszcz postanowiła kupić kurtkę przeciwdeszczową. Poza tym pokonała swoim Super Cubem ponad tysiąc kilometrów, doświadczając jazdy poza swoją zwykłą trasą. Wieczorem jej ostatniego dnia w pracy Reiko, wracając z długiej jazdy, zaprasza Kogumę do swojego domu. |                                                           |                                                                  |                |                  |
| 5 | Reiko no natsu (礼子の夏)                                 | Arata Nishizuki                                                  | Toshizō Nemoto | 5 maja 2021      |
| Na początku odcinka pokazano stan umysłu Reiko jako kogoś, kto „chce pokonać niewidzialne ściany”, coś, co powstrzymuje ją przed robieniem tego, co chce, oraz powód, dla którego zaczęła żyć samotnie. W międzyczasie, gdy Koguma przyjeżdża swoim Super Cubem do Reiko, widzi jej Postal Cub'a w opłakanym stanie. Podczas kolacji przy okonomiyaki, Reiko opowiedziała Kogumie o swoich wakacjach, udając się do pobliskiego, dalekiego miejsca”. W rzeczywistości pracowała w bazie zaopatrzeniowej szlaku Subashiri u podnóża góry Fudżi jako asystentka i kontroler stanu ścieżki przed wejściem pojazdu zaopatrzeniowego na szczyt. To była dla niej idealna wymówka, aby wspiąć się na szczyt swoim Postal Cubem i powód, dla którego złożyła podanie o pracę, bez względu na wszystko, nie mając nawet doświadczenia we wspinaczce górskiej. W ten sposób chciała stać się trzecią osobą, która zdobędzie górę Fudżi. Szlak okazuje się dla niej jednak zdradliwy i tylko wyczynowe rowery terenowe potrafią doskonale to zrobić. To tylko zachęciło Reiko do wejścia na górę Fudżi na swoim Postal Cubie, jednak ze względu na jej brak doświadczenia, zetknęła się z przeszkodą na nierównym terenie i podatnością na chorobę wysokościową, co powoduje, że zawsze się zawiesza przy każdej próbie. Jej szef, który wspiera jej przygody, zastanawia się nawet, dlaczego ciągle próbowała. Podczas ostatniej próby rozbiła się zaledwie kilka metrów od szczytu, w konsekwencji czego uszkodzony został silnik i wyciekał z niego olej. Niemniej jednak cieszy się z tego, że znajduje się w pobliżu szczytu, ponieważ jej Cub jest przewożony na pokładzie pojazdu transportującego szlaki. Kiedy Koguma usłyszała swoją historię, pomyślała o wspinaniu się na górę na motocyklu w sposób śmieszny, a Reiko się z tym twierdzeniem zgadza. Później Koguma jest zaskoczona, gdy dowiaduje się, że jej Super Cub nikogo nie zabił, ponieważ Reiko wie o pochodzeniu swojego Super Cub'a i jego trzech niesmacznych byłych właścicieli: pierwszy zmarł z powodu nadmiernego spożywania alkoholu, drugi uciekł z miasta, aby uciec przed długami, a trzeci stracił prawo jazdy. Koguma spędziła noc u Reiko, gdzie jeszcze trochę porozmawiały. Następnego dnia Koguma mówi Reiko, że dąży do uzyskania prawa jazdy klasy 1 (obecnie Koguma ma tylko pozwolenie), a do końca wakacji pozostał tydzień. Następnie Reiko poinformowała ją o przygotowaniach do nauki jazdy, a nawet planowała zmodyfikować Super Cub'a Kogumy. |                                                           |                                                                  |                |                  |
| 6 | Watashi no Cub Watashi no Kabu (私のカブ)                 | Kazuya Aiura                                                     | Toshizō Nemoto | 12 maja 2021     |
| Wakacje się skończyły i Koguma otrzymuje prawo jazdy wraz ze żółtą tablicą rejestracyjną. Pan Shino zmodyfikował silnik jej Super Cub'a poprzez podniesienie pojemności do 52 cm³ (z fabrycznych 49 cm³), zmieniając motocykl w motocykl typu II. Dodatkowa moc z modyfikacji bloku silnika umożliwia jej jazdę z prędkością większą niż 30 km/h. Później klasa Kogumy udaje się na wycieczkę klasową do Kamakury, ale rano w dniu ich wyjazdu, Koguma dostaje gorączki, by kilka godzin później wrócić do zdrowia. Z frustracji kopie kamyk prosto w Super Cub'a, co spowodowało, że postanawia dojechać do Kamakury przez Szlak Subashiri (gdzie doświadczyła duszności z powodu wysokości) i przez Shōnan Bullet Road. Przyjeżdża do zajazdu, w którym zamierzają się zatrzymać, gdy nadjechał autobus wycieczkowy, ku zaskoczeniu jej rówieśników z klasy. Koguma otrzymuje za to łagodne besztanie, ale Reiko jest tam, by wybaczyć jej zachowanie i po czym ruszyła w dalszą podróż. Następny dzień jest dla nich wolny, więc obaj wymknęły się, aby pojechać w tandemie przez Shōnan Bullet Road. Na jakimś przystanku autobusowym Reiko ujawniła, że jej Postal Cub jest niesprawny z powodu szkód poniesionych podczas jej prób wspinaczki górskiej na Fudżi, i planuje kupić Hunter Cub'a – choć był to wycofany model, ale części były wciąż dostępne. To dotyczy również Super Cub'a Kogumy i to dla niej dobra wiadomość, ponieważ chce na nim wiecznie jeździć. |                                                           |                                                                  |                |                  |
| 7 | Natsuzora no iro, mizuiro no shōjo (夏空の色、水色の少女) | Hisashi Isogawa                                                  | Toshizō Nemoto | 19 maja 2021     |
| Kiedy Reiko łamie się do swojego nowego Hunter Cub'a i szuka zamiennika dla jej podartych rękawiczek jeździeckich (były to zwykłe rękawice robocze), ona i Koguma zostają nieświadomie wezwane do pomocy przy przewiezieniu sprzętu do baru szkolnego o tematyce włoskiej, ponieważ ich nauczyciel nie jest w stanie zawieźć do Kōfu materiału i sprzętu. Oboje planowały zignorować to, ale Koguma ostatecznie traktuje to jako wyzwanie, gdy jeden z jej kolegów z klasy powiedział, że motocykle nie mogą nosić delikatnego sprzętu. Koguma pożycza platformę Reiko, która pozwala na bezpieczny transport delikatnego sprzętu, podczas gdy Reiko przywiązuje wózek do swojego Hunter Cub'a, aby ciągnąć cięższe przedmioty (ponieważ Hunter Cub ma większą moc niż Super Cub Kogumy). Sugerują również Shii Eniwie plan awaryjny w postaci budki w stylu Dzikiego Zachodu na wypadek, gdyby ich misja holownicza się nie powiodła. Bar okazał się sukcesem, a Shii, którą Koguma opisał jako „bladoniebieskie niebo”, dziękuje dwójce filiżanką kawy za ich wysiłki i wyrażając pragnienie, by kiedyś w przyszłości jeździć na Super Cubie. |                                                           |                                                                  |                |                  |
| 8 | Shii no basho (椎の場所)                                  | Atsushi Usui                                                     | Toshizō Nemoto | 26 maja 2021     |
| Shii zaprasza Kogumę i Reiko do swojej kawiarni posiadającej francuską nazwę – mimo tego serwuje niemiecki chleb i włoskie espresso, w budynku w stylu tyrolskim podzielonym na niemiecką piekarnię i część o tematyce amerykańskiej. Spotkały także rodziców Shii – kochającego Niemców ojca i kochającą Amerykę matkę, która jeździ amerykańskim pickupem, który zdaniem Shii wydaje się być nieśmiały. Reiko uważa je za międzynarodowe lub rozproszone, choć nie jest zaskoczona, biorąc pod uwagę, że prowadziła włoski bar espresso na szkolnym festiwalu. Ojciec Shii poczęstował ich kawą jako podziękowanie za pomoc Shii podczas festiwalu kulturalnego. Później stali się bywalcami kawiarni. W międzyczasie zarówno Koguma, jak i Reiko przygotowywały się na zimę, kupując akcesoria dla swoich Cub'ów, aby chronić je przed zimnem. Reiko początkowo nie lubiła krzykliwych nakładek na kierownicę, ale uznała je za skuteczne i kupiła parę. |                                                           |                                                                  |                |                  |
| 9 | Kōri no naka (水の中)                                     | Shigatsu Yoshikawa                                               | Toshizō Nemoto | 2 czerwca 2021   |
| Koguma i Reiko małymi krokami są w stanie zimować swoje Cub'y. Podczas przerwy, Shii, która zaczęła się z nimi spotykać, daje im swój w większości nieużywany płaszcz z wełny ściernej. Z pomocą nauczyciela ekonomii domowej zmieniają płaszcz w podszewkę dla płaszcza Kogumy, pończochy dla Reiko i termos dla Shii. Są jednak bardzo niezdecydowane, aby zainstalować przednie szyby na swoich Cub'ach; ale po wypróbowaniu Cub'a z zainstalowaną przednią szybą, decydują się na zakup i zainstalowanie jednego dla każdego z ich Cub'ów. |                                                           |                                                                  |                |                  |
| 10 | Yuki (雪)                                                 | Shigatsu Yoshikawa                                               | Toshizō Nemoto | 9 czerwca 2021   |
| Trwa przerwa zimowa i spadł pierwszy w tym roku śnieg. Koguma ma trudności z jazdą po śniegu, natomiast z kolei Reiko w drodze do domu spotyka Shii, korzystając z kociego szlaku przy linii kolejowej. Później zainstalowała łańcuchy na koła do swojego Hunter Cub'a, a następnie je na pokrytym śniegiem polu. Później tego samego dnia Reiko i Koguma zauważają podczas wizyty w kawiarni Shii, że powoli nadaje jednej części kawiarni włoski motyw. Później dowiadują się od jej ojca, że dogania ich i częściej jeździ na rowerze Alexa Moultona, nie tylko na zakupy i przeczesywanie miasta w poszukiwaniu czegokolwiek, co mogłoby się przydać w jej projekcie włoskiej kawiarni. Pewnego wieczoru, gdy Koguma miała wejść do jej mieszkania, zadzwoniła Shii. To było wołanie o pomoc, gdyż wpadła do lodowatej rzeki poniżej kociego szlaku, z którego korzystała. |                                                           |                                                                  |                |                  |
| 11 | Tōi haru (遠い春)                                         | Fumiaki Kataoka                                                  | Toshizō Nemoto | 16 czerwca 2021  |
| Kogumie udaje się wyciągnąć Shii z rzeki i zabiera ją do swojego mieszkania, wożąc ją na przednim koszu Super Cub'a. Dzwoni też do Reiko, aby zabrała jej telefon z rzeki, a także pokiereszowany rower Alexa Moultona należący do Shii. Obie wiedząc, jak bardzo Shii stara się być taka jak one, mogły odgadnąć jej reakcję na widok odzyskanego roweru, który stoi obok Hunter Cub'a Reiko. Cała trójka spędziła noc w mieszkaniu Kogumy, gdzie jest raczej spokojny czas, delektując się curry udonem, ponieważ Shii jest smutna, gdy Reiko wspomniała o jej rowerze. Shii wyraża swoją niechęć do zimy, szlochając do Kogumy, by zabrała zimę – jest to coś, jak mówi Koguma, czego jej Cub nie może zrobić. Następnego dnia zabierają Shii do domu, ku uldze i wdzięczności jej rodziców. W ciągu następnych kilku dni, gdy kończy się przerwa zimowa, Reiko i Koguma zauważają, że projekt włoskiej kawiarni Shii wydaje się być wstrzymany, ponieważ tym razem Shii jedzie do szkoły na rowerze babci. Następnie, po egzaminach końcowych, Koguma myśli o pojechaniu z Shii do Kagoshimy, aby zobaczyć kwiaty wiśni jako sposób na pocieszenie Shii, a także podziękowanie jej za pośrednie przedstawienie jej Cub'a, ponieważ Shii jest dziewczyną, która wyprzedziła w niej Kogumę rowerem Alexa Moultona, gdy sama jeździ na rowerze babci, zanim dostanie swojego Cub'a. Dla Kogumy to ona ścigała Shii, a nie na odwrót. |                                                           |                                                                  |                |                  |
| 12 | Super Cub Sūpā Kabu (スーパーカブ)                        | Toshirō Fujii, Shigatsu Yoshikawa, Hisashi Isogawa, Kazuya Aiura | Toshizō Nemoto | 23 czerwca 2021  |
| Koguma, Reiko i Shii wybierają się w podróż, aby zobaczyć kwitnące wiśnie na południu Japonii i uchwycić wiosnę. Podczas pierwszej godziny jazdy (Reiko nazywa to „60 minutami diabła”) zatrzymują się trochę, aby dać Reiko i Kogumie czas na sprawdzenie swoich Cub'ów, czy nie ma żadnych problemów – rutynowa procedura wśród jeźdźców podczas długich wycieczek. Przejeżdżają przez dziesięć prefektur na swoich Cub'ach (z Shii jeżdżącymi w tandemie z Reiko), mijając takie atrakcje jak jezioro Biwa, wydmy Tottori i Sakurajima, ciesząc się po drodze wycieczkami. Ich podróż kończy się na przylądku Sata, gdzie widzą kwitnące wiśnie. Wracają do domu do Hokuto, aby odkryć, że zimowy krajobraz zniknął, a wszystkie kwiaty wiśni są w pełnym rozkwicie. Kilka dni później Shii przedstawia Kogumie i Reiko swojego nowego Little Cub'a. Koguma zastanawia się z perspektywy czasu, jak zmieniło się jej życie po tym, jak dostała Super Cub'a. |                                                           |                                                                  |                |                  |

## Odbiór
Masatoshi Maeji na łamach „Asahi Shimbun” nazwał pierwszy tom powieści „realistyczną historią, opowiedzianą prostym i szczerym językiem, która ukazuje zmiany w życiu Kogumy, a także to, jak rozwija się i odkrywa świat, który otworzył się przed nią po zakupie Super Cub'a”.
Telewizyjny serial anime zbierał ogółem pozytywne recenzje. Briana Lawrence na łamach portalu The Mary Sue opisała pierwsze pięć odcinków jako „ciepły uścisk z prędkością 30 km/h”, chwaląc za świętowanie małych zwycięstw w życiu Kogumy i to, jak zmieniają one spojrzenie bohaterki na życie.
Mercedez Clewis, pisząc recenzję pierwszych dwóch odcinków dla portalu Anime News Network, nazwał to „anime do obejrzenia w tym roku”, a pierwszy odcinek – „arcydziełem premiery”, pełnym „wielu naprawdę pięknych chwil, w których ...[sztuka i kolory]... tworzą naprawdę uderzające, sugestywne sceny”.
Według portalu Another Anime Review, anime jest mieszane, co do konfiguracji serii. Chwaląc piękną animację, narzekali na prawdopodobnie „leniwe pisanie i/lub niechlujną produkcję” ze względu na sytuację życiową Kogumy. Jednak chwalili nadrzędny wątek, w którym Koguma odkrywa, że świat otwiera się dzięki zakupowi motocykla Super Cub, kończąc na stwierdzeniu „Jest tu wiele do kochania, ludzie”.
Matthew Skwarczek w swojej recenzji dla Motor Biscuit, pochwalił szczegóły pokazujące, jak Koguma uczy się obsługi i dbania o swój motocykl, stwierdzając, że „serial przyciąga motocyklistów”.